# Queen's Club Championships 1987
I Queen's Club Championships 1987 (conosciuti pure come Stella Artois Championships per motivi di sponsorizzazione) sono stati un torneo di tennis giocato sull'erba. È stata la 94ª edizione del Queen's Club Championships e faceva parte del Nabisco Grand Prix 1987. Si è giocato al Queen's Club di Londra in Inghilterra, dall'8 al 15 giugno 1987.

## Campioni

### Singolare
Boris Becker ha battuto in finale  Jimmy Connors con il punteggio di 6–7, 6–3, 6–4.

### Doppio
Guy Forget /  Yannick Noah hanno battuto in finale  Rick Leach /  Tim Pawsat con il punteggio di 6–4, 6–4.